# Amblysomus
Amblysomus es un género de mamíferos afroterios del orden Afrosoricida. Se conocen como topos dorados y son propios del África Austral.

## Especies
Se reconocen las siguientes:
- Amblysomus corriae Thomas, 1905
- Amblysomus hottentotus (A. Smith, 1829)
- Amblysomus marleyi Roberts, 1931
- Amblysomus robustus Bronner, 2000
- Amblysomus septentrionalis Roberts, 1913